# Idol Renaissance
Idol Renaissance (アイドルネッサンス, le mot « Renaissance » prononcé en français) est un groupe d’idoles japonaises formé en 2014 par l'agence Sony Music Artists, actuellement composé de six membres produites par le comédien et chanteur Amemiya.

## Histoire
Le groupe d’idoles est créé par Sony Music Artists afin de célébrer le 40e anniversaire de la compagnie. Le nom du groupe signifie « la renaissance de l'idole ».
Les filles ont passé les auditions de la SMA Teens Audition HuAHuA 2013. Finalement, 13 finalistes ont été sélectionnées parmi 9 107 candidates mais seulement sept jeunes filles sont retenues pour former le groupe. Les filles sont au départ  Kana Hashimoto (la plus âgée ; à ne pas confondre avec Kanna Hashimoto de Rev. from DVL), Noa Arai, Nanako Higa, Marina Miyamoto, Maina Minamibata, Koyoi Momooka et Riko Ishino.
Avant de sortir des disques, les membres bénéficient tout d'abord de leçons de chant et de danse et sont notamment confrontées à divers challenges avant de pouvoir faire leurs débuts. Le groupe donne son 1er live en mai 2014 au Akiba Cultures Theater à Tokyo. Les noms des 7 membres ont été dévoilés au cours de cet événement.
Les jeunes idoles font leurs débuts avec le single 17 Sai sorti en juillet 2014, reprise d’une chanson de Base Ball Bear. Le tournage du clip vidéo est réalisé dans différents lieux d’un lycée tels qu’un salle de classe, un gymnase, un hall... Les membres du groupe y interprètent le rôle d’étudiantes, elles y montrent leur innocence à travers leurs costumes blancs, comme ces dernières étant habituées à porter des vêtements de cette couleur.
Le single ne figurera dans aucun classement, de même pour le 2d single Taiyō to Shinzō / Hatsukoi sorti en novembre 2014.
Les Idol Renaissance se produire pour la deuxième fois en concert au AKIBA Culture Theater à Tokyo à partir du 22 décembre. Le même mois, Idol Renaissance signe un contrat sous le label d'idoles T-Palette Records.
Le groupe sort désormais son 3e single YOU en mars 2015, devenant le premier single du groupe à sortir sur T-Palette Records et à figurer dans les classements Oricon. Il s'agit d'une reprise de la chanson de Senri Oe.
En avril, T-Palette Records rend hommage au groupe populaire japonais Pizzicato Five avec l’album de reprise intitulé Idol Bakari Pizzicato -Konishi Yasuharu × T-Palette Records qui sort le 22 avril. Idol Renaissance a participé cette compilation avec les groupes d'idoles Vanilla Beans, Negicco, lyrical school ainsi que One Little Kiss, en interprétant les chansons les plus populaires de Pizzicato Five.
Le single Natsu no Kesshin, mis en vente en juillet 2015, est une reprise du populaire tube estival de Chisato Ooe. Le single contient également les reprises de Happy End de Hajimeyou de Ootaki Eichi et Dear, Summer Friend des Magokoro Brothers.
Peu après, Kana Hashimoto est diplômée du groupe et le quitte durant septembre 2015 afin de poursuivre d'autres activités dans le show-business.
Le groupe poursuit ses activités en tant que six membres et sortir deux singles à double-face A (considéré comme singles non-officiels) durant octobre et novembre suivant.
Le 5e single Funny Bunny (reprise d'un titre de the pillows) est premier du groupe réduit à ses six membres et sortir le 22 décembre 2015.
Le sous-groupe Idol Renaissance Kōhosei (アイドルネッサンス候補生), composé de membres plus jeunes, a été créé en décembre 2015. L'objectif est de commencer leur apprentissage. Les filles se produisent régulièrement en live.
Le premier album des Idol Renaissance Our Songs est sorti en mars 2016.
Nanako Higa est apparue dans le clip vidéo du single des Up Up Girls (Kakko Kari) de la chanson Party People Alien en vente en avril 2016. Riko Ishino, quant à elle, a joué dans le film First Album (ファーストアルバム) sorti le même mois.
De nouveaux membres Suzuka Harada et Yumeka Nomoto intègrent le groupe en juin 2016. Elles font leur première apparition sur le 6e single Kimi no Shiranai Monogatari (reprise de supercell) sortira en juillet suivant.
Le groupe est apparu au Tokyo Idol Festival au début du mois d'août 2016.
Les huit membres du groupe collaborent avec un autre groupe d'idoles Lyrical School dans le single The CUT (attribué à Lyrical Renaissance), une reprise du titre The CUT -feat. Rhymester- de Base Ball Bear ; ce single sort le 14 février 2017,. Un concert avec les deux groupes se tient le 11 février au Ebisu LIQUIDROOM à Tokyo afin de commémorer la sortie du single.
Le 22 janvier 2018, le groupe ont annonce sa séparation prochaine ; il y a peu d'informations sur les raisons pour lesquelles le groupe d'idoles a décidé de se séparer, mais il est mentionné que le groupe n'est pas capable de « percer ». La dernière apparition du groupe se tiendra le 24 février 2018.

## Membres

### Membres actuels
| - Noa Arai (新井乃亜) - Date de naissance : 17 janvier 1999 - Maina Minamibata (南端まいな) - Date de naissance : 21 février 2000 - Nanako Higa (比嘉奈菜子) - Date de naissance : 26 février 2000 - Riko Ishino (石野理子) - Date de naissance : 29 octobre 2000 | - Marina Miyamoto (宮本茉凜) - Date de naissance : 23 avril 2001 - Koyoi Momooka (百岡古宵) - Date de naissance : 30 avril 2001 - Susuka Harada (原田珠々華) - Date de naissance : 24 juin 2002 - Yumeka Nomoto (野本ゆめか) - Date de naissance : 28 octobre 2002 |

### Ex-membres
- Kana Hashimoto (橋本佳奈?)
  - Date de naissance : 5 décembre 1996 (28 ans)
  - Taille : 1,52 m
  - Groupe sanguin : B

## Discographie

### Albums
Album
EP

### Singles
Autres singles